# سيسيلي بيدرسون
سيسيلي بيدرسون (بالنرويجية البوكمول: Cecilie Pedersen)‏ (14 سبتمبر 1990 بفورده في النرويج - ) هي لاعبة كرة قدم نرويجية في مركز الهجوم. وشاركت مع منتخب النرويج لكرة القدم للسيدات. أما مع النوادي، فقد لعبت مع نادي أفالدسنيس وLSK Kvinner FK ‏ وSK Haugar ‏.

## وصلات خارجية
- سيسيلي بيدرسون على موقع الاتحاد الدولي (مؤرشف)  (الإنجليزية)
- سيسيلي بيدرسون على موقع الاتحاد الأوربي (الإنجليزية)
- سيسيلي بيدرسون على موقع اتحاد النرويج (النرويجية)
- سيسيلي بيدرسون على موقع قاعدة بيانات كرة القدم.إي يو (الإنجليزية)
- سيسيلي بيدرسون على موقع Soccerway.com (الإنجليزية)